# Georges Grente
Georges-François-Xavier-Marie Grente (5 de maio de 1872 - 4 de maio de 1959) foi um cardeal francês da Igreja Católica Romana, imortal da Academia Francesa, historiador e ensaísta. Ele serviu como arcebispo de Le Mans de 1918 até sua morte, e foi elevado ao cardinalato em 1953 pelo Papa Pio XII. Ele coordenou um imponente Dicionário de Letras Francesas em vários volumes, prefaciado em particular por Abel Bonnard, que, atualizado e republicado, ainda hoje goza de prestígio e autoridade.

## Biografia
Georges Grente nasceu em Percy, Coutances, e estudou na Faculdade de Direito da Universidade de Paris, no Seminário Maior de Coutances e no Instituto Católico de Paris. Foi ordenado ao sacerdócio em 29 de junho de 1895 e depois ensinou no seminário menor em Mortain até 1903.
Grente foi diretor do Colégio diocesano de Saint Louis de 1903 a 1916, de onde se tornou superior do St. Paul Institute em Cherbourg. Ele foi feito um honorário cânone da catedral capítulo de Coutances em 1917.
Em 30 de janeiro de 1918, Grente foi nomeado bispo de Le Mans pelo papa Bento XV. Ele recebeu sua consagração episcopal no dia 17 de abril do cardeal Louis-Ernest Dubois, com os bispos Claude Bardel e Joseph Guérard servindo como co-consagradores . Ele recebeu o título de assistente no Trono Pontifício em 18 de janeiro de 1933 e título pessoal de " Arcebispo " em março de 1943. Durante a Segunda Guerra Mundial , Grente trabalhou no movimento de resistência francês .
O Papa Pio XII criou-o Cardeal Sacerdote de S. Bernardo alle Terme no consistório de 12 de janeiro de 1953. Apesar das especulações de que sua saúde precária o impediria de participar, Grente foi um dos cardeais eleitores do conclave papal de 1958 , que selecionado Papa João XXIII [ carece de fontes? ] . Membro da Académie française , ele também estava em estreita correspondência com Charles de Gaulle . Foi em uma carta a Grente que De Gaulle fez sua famosa distinção entre a França chrétienne ela république läique .
O Cardeal morreu em Le Mans , em seu 87º aniversário, e foi enterrado na Catedral de Le Mans (seu coração, no entanto, foi enterrado na igreja de Percy). Ele serviu como o ordinário daquela cidade por mais de quarenta anos. Academicamente eminente, mas de maneira pretensiosa, Grente foi satirizado por seu clero. Ele foi alvo de um ataque do Canard Enchaîné sobre a posse de bordéis perto da catedral comprada sem sucesso (dada a oposição de autoridades civis e militares) em vista de seu fechamento, renovado por Jean Egen em 1973. Em 1998, Grente era o objeto póstumo de uma tentativa de assassinato de caráter por Christian Gury.